# CGMP-specifična fosfodiesteraza, tip 5
cGMP-specifična fosfodiesteraza, tip 5 je enzim (EC 3.1.4.17) iz klase fosfodiesteraza. On je nađen u raznim tkivima, a najizrazitije u  i mrežnjači.
Fosfodiesterazni (PDE) izoenzimi, nađeni u više tkiva uključujući štapćaste i konične fotoreceptorne ćelije mrežnjače, pripadaju velikoj familiji cikličnih nukleotidnih PDE enzima koji katališu cAMP i cGMP hidrolizu.
Zainteresovanost za PDE enzime kao molekularne ciljeve je porasla sa razvojem potentnih inhibitora koji su specifični za pojedine izoenzime i bez nuspojava koje se pripisuju neselektivnim inhibitorima, kao što je teofilin.
Sildenafil, vardenafil i tadalafil su PDE5 inhibitori koji su znatno potentniji i selektivniji od zaprinasta i drugih ranih PDE5 inhibitora.

## funkcija
je enzim koji vezuje cGMP i razlaže ga. Inhibitori ovog enzima: sildenafil, vardenafil i tadalafil se vezuju za PDE5 katalitičko mesto. Iz kinetičkih merenja vezivanja inhibitora i inhibicije katalize proizilazi da postoje dva PDE5 konformera. To potvrđuju rezultati elektroforeze u gelu. Smatra se da postoji izduženi i kompaktni konformer.
PDE5 aktivnost je modulisana brzim reverzibilnim redoks prekidačom. Promena redukcionog stanja enzima, ili izolovanog regulatornog domena, je povezana sa konformacionom promenom sličnom promeni koja je izazvana fosforilacijom.
PDE5 je izražen u ljudskim ćelijama debelog creva i u intestinalnom tkivu. Njegova aktivnost je regulisana intracelularnim cGMP nivoima. Smatra se da do toga dolazi putem cGMP vezivanja za GAF domene PDE5 N-terminusa, što dovodi do alosterne aktivacije enzima.

## Literatura
- Nicholas C. Price; Lewis Stevens (1999). Fundamentals of Enzymology: The Cell and Molecular Biology of Catalytic Proteins (Third изд.). USA: Oxford University Press. ISBN 019850229X.
- Eric J. Toone (2006). Advances in Enzymology and Related Areas of Molecular Biology, Protein Evolution (Volume 75 изд.). Wiley-Interscience. ISBN 0471205036.
- Branden C; Tooze J. Introduction to Protein Structure. New York, NY: Garland Publishing. ISBN 0-8153-2305-0.
- Irwin H. Segel. Enzyme Kinetics: Behavior and Analysis of Rapid Equilibrium and Steady-State Enzyme Systems (Book 44 изд.). Wiley Classics Library. ISBN 0471303097.
- William P. Jencks (1987). Catalysis in Chemistry and Enzymology. Dover Publications. ISBN 0486654605.

1. ↑  Uzunov P, Weiss B (1972). „Separation of multiple molecular forms of cyclic adenosine-3',5'-monophosphate phosphodiesterase in rat cerebellum by polyacrylamide gel electrophoresis”. Biochim. Biophys. Acta. 284 (1): 220—6. PMID 4342220.
2. ↑  Weiss B (1975). „Differential activation and inhibition of the multiple forms of cyclic nucleotide phosphodiesterase”. Adv Cyclic Nucleotide Res. 5: 195—211. PMID 165666.
3. ↑  Fertel R, Weiss B (1976). „Properties and drug responsiveness of cyclic nucleotide phosphodiesterases of rat lung”. Mol. Pharmacol. 12 (4): 678—87. PMID 183099. Архивирано из оригинала (abstract) 10. 05. 2009. г. Приступљено 06. 04. 2011.
4. ↑  Weiss B, Hait WN (1977). „Selective cyclic nucleotide phosphodiesterase inhibitors as potential therapeutic agents”. Annu. Rev. Pharmacol. Toxicol. 17: 441—77. PMID 17360. doi:10.1146/annurev.pa.17.040177.002301.

## Spoljašnje veze
- specifična fosfodiesteraza, tip 5
- Vijagra Архивирано на веб-сајту  (9. мај 2008)